# 라타비아 로버슨
라타비아 로버슨(LaTavia Roberson, 1981년 11월 1일 ~ )은 미국의 가수로, 데스티니스 차일드의 일원이었다.